# Серавский, Юлиан
Ян Канты Юлиан Сера́вский (пол. Jan Kanty Julian Sierawski; 13 февраля 1777, Краков, Речь Посполитая — 1849, Париж, Франция) — польский генерал, повстанец.

## Биография
Участвовал в восстании Костюшко, Легионах Польских, кампаниях Наполеона и в войне с Австрией.
В 1807 году награждён орденом Virtuti Militari. 3 февраля 1813 года произведен в бригадные генералы, а 28 октября 1813 года награждён орденом Почётного легиона. С 1815 года на службе в армии Царства Польского.
С первого дня ноябрьского восстания был его сторонником. С 14 декабря 1830 года был комендантом замойской крепости. В феврале 1831 года с корпусом занял позиции на левом берегу Вислы. В течение марта дважды получал письма от своего неудачливого начальника Яна Зигмунта Скржинецкого, в которым тот выражал неудовольствие действиями Серавского и приказывал проявлять активность и «беспокоить» Крейца. Задетый Серавский, который знал, что Скжинецкий хочет переложить на него вину за недостатки в командовании и ведении войны, решился на амбициозные действия. 14 апреля форсировал Вислу, и без боя обратил в бегство русские войска. Под Бабином (16 апреля) его авангард разбил авангард русской армии, но на этом успехи закончились. Смело вступив под Вронувом в сражение с армией Крейца, потерпел поражение, но не был полностью разбит и его войска отступили в порядке. Мог продолжить отступление за Вислу, но прождал всю ночь и половину следующего дня (причины этого поступка неизвестны по сей день) в городке Казимеж-Дольны и когда Крейц нанес удар польская армия была на переправе, и наполовину уже за Вислой.
После этого, с 5 июня 1831 года командовал 5-й пехотной дивизией, но восстание к тому моменту только продолжалось; возможности марта — апреля на победу были уже потеряны.

## Награды
- Рыцарский крест ордена «Virtuti Militari» (Варшавское герцогство, 1807)
- Офицер ордена Почётного легиона (Французская империя, 1813)
- Кавалер ордена Почётного легиона (Французская империя, 1809)
- Орден Святого Станислава 2-й степени (Царство Польское, 1815)
- Орден Святого Владимира 3-й степени (Российская империя, 1816)